# Ricardo Cortez (mathématicien)
Pour les articles homonymes, voir Cortez.
Ne pas confondre avec l'acteur Ricardo Cortez.
Ricardo Cortez est un mathématicien américain, professeur à l'université Tulane.

## Formation
Cortez obtient son doctorat à l'université de Californie à Berkeley en 1995 avec une thèse intitulée « Impulse-Based Particle Methods for Fluid Flow » sous la supervision d'Alexandre Joel Chorin.

## Carrière
Ricardo Cortez est professeur de mathématiques à l'université Tulane, où il a co-fondé et dirigé le Center for Computational Science. 
Cortez est internationalement reconnu comme un expert en mécanique des et en modélisation mathématique. Ses recherches portent sur le développement et l'analyse de méthodes de calcul pour la simulation de flux biologiques. Sa méthode élégante et facilement implémentée des « Regularized Stokeslets » est devenue un outil standard pour les ingénieurs et les physiciens qui étudient les écoulement fluides autour de micro-organismes.

## Prix et distinctions
En 2012, Cortez est lauréat du prix Blackwell–Tapia, « en reconnaissance de ses contributions remarquables aux domaines de la mécanique des fluides et de la modélisation mathématique ainsi que pour son rôle modèle pour la diversité en mathématiques ».
Cortez a également reçu en 2010 le Distinguished Undergraduate Institution Mentor Award from the Society for Advancement of Chicanos and Native Americans in Science, pour ses efforts extraordinairement fructueux dans le mentorat d'étudiants sous-représentés, notamment en créant et en co-dirigeant le Mathematical Sciences Research Institute Undergraduate Program (MSRI-UP) à Berkeley et en organisant des programmes estivaux de recherche à Porto Rico et à l'université Tulane.